# Jardín de la casa de Fortuny
Jardín de la casa de Fortuny es una pintura sobre tabla realizada por Mariano Fortuny y Marsal y terminada por Raimundo de Madrazo, su cuñado, a la muerte de este. La colaboración artística entre estos dos personajes fue constante. Esta obra en concreto está fechada hacia el 1872 y sería completada en torno al año 1877. Actualmente se encuentra conservada en el Museo Nacional del Prado.

## Contexto
Hacia el año 1870 Fortuny junto con su familia se instalarán en Granada, donde alquilarán diversas casas hasta asentarse en el número I del Realejo Bajo, a los pies de la Alhambra, una zona donde se habían ubicado las antiguas huertas reales de los monarcas nazaríes. En esta casa, concretamente en el patio, pintará modelos al natural. Aquí pasará una de las mejores etapas de su vida hasta regresar a Roma. Una vez aquí asentados, comenzará a trabajar inmediatamente, emocionado por la riqueza plástica que le rodeaba.

## Descripción
Fortuny, de la obra, únicamente realizó el jardín de esta casa en la que vivían en Granada. Vemos una gran verticalidad marcada por los árboles, cipreses, los cuales realizó primeramente y aparecen cortados en la parte superior. Esta escena nos puede recordar a la obra de Velázquez, Vista del jardín de la Villa Médici en Roma. A continuación, con grandes pinceladas horizontales y compactas pintó los espacios de cielo que quedaban entre ellos. Por otro lado, la línea de horizonte aparece marcada por la pared blanca encalada del fondo, característica de los pueblos cálidos del sur de la península, que aporta luminosidad a la escena.  
Otro corte horizontal está representado por el seto, que se encuentra en un plano más cercano al espectador.  Al fondo a la izquierda se abre un camino, en el que vemos una fuente, algo característico también de las ciudades del sur. Este surtidor lo podríamos considerar el punto de fuga en el que convergen todas las miradas, otorgándole esa profundidad a la escena mediante la gradación y sucesión de espacios de luces y sombras.  
En primer plano, un camino de piedras, tratándolas con bastante minuciosidad. Fortuny, dejó el espacio en el lado izquierdo del cuadro, en el sendero pedregoso, para pintar un perro dormitando, tendido a la sombra, pero no lo llegó a realizar, únicamente dejó los trazos realizados para ello. Capta a la perfección la textura de las plantas y árboles, así como también la atmósfera y plasma las sombras y las luces del día, de lo que podríamos considerar un día de verano. También podemos señalar que apenas emplea el color negro para la creación de las sombras, algo muy característico de los artistas del Impresionismo. 
Mariano Fortuny morirá en 1874 y la obra quedará incompleta, la cual será concluida por el pintor Raimundo Madrazo, cuñado de este y con el que colaboró en varias ocasiones. Raimundo incluirá en esta obra la figura del perro adormecido, seguramente teniendo en cuenta los estudios que de estos animales había realizado Fortuny y que guardaba su esposa. Otorga una gran calidad al pelaje de este animal, con una pincelada suelta. La otra figura que introduce en la obra es la de su hermana Cecilia de Madrazo, esposa de Fortuny, paseando bajo el sol, resguardada del mismo bajo su sombrilla de un color rojo vibrante. Cecilia aparece distinguidamente ataviada con un vestido siguiendo la moda francesa. Con la mano que no sujeta la sombrilla sostiene un abanico, un complemento de moda acorde al momento en el que se supone que está realizada la obra, el verano. La figura de la viuda de Fortuny la tuvo que superponer sobre el seto que ya había realizado este con anterioridad. Al introducir tanto la figura del perro como la de la esposa de Fortuny, la obra gana en intimidad. Así como también, en esta intervención modificará la sombra situada en primer término, unificándola y dándole la sensación de uniformidad.Por último, Raimundo firmó la obra en la parte inferior izquierda del cuadro. 